# Mieczysław Ludwik Potocki

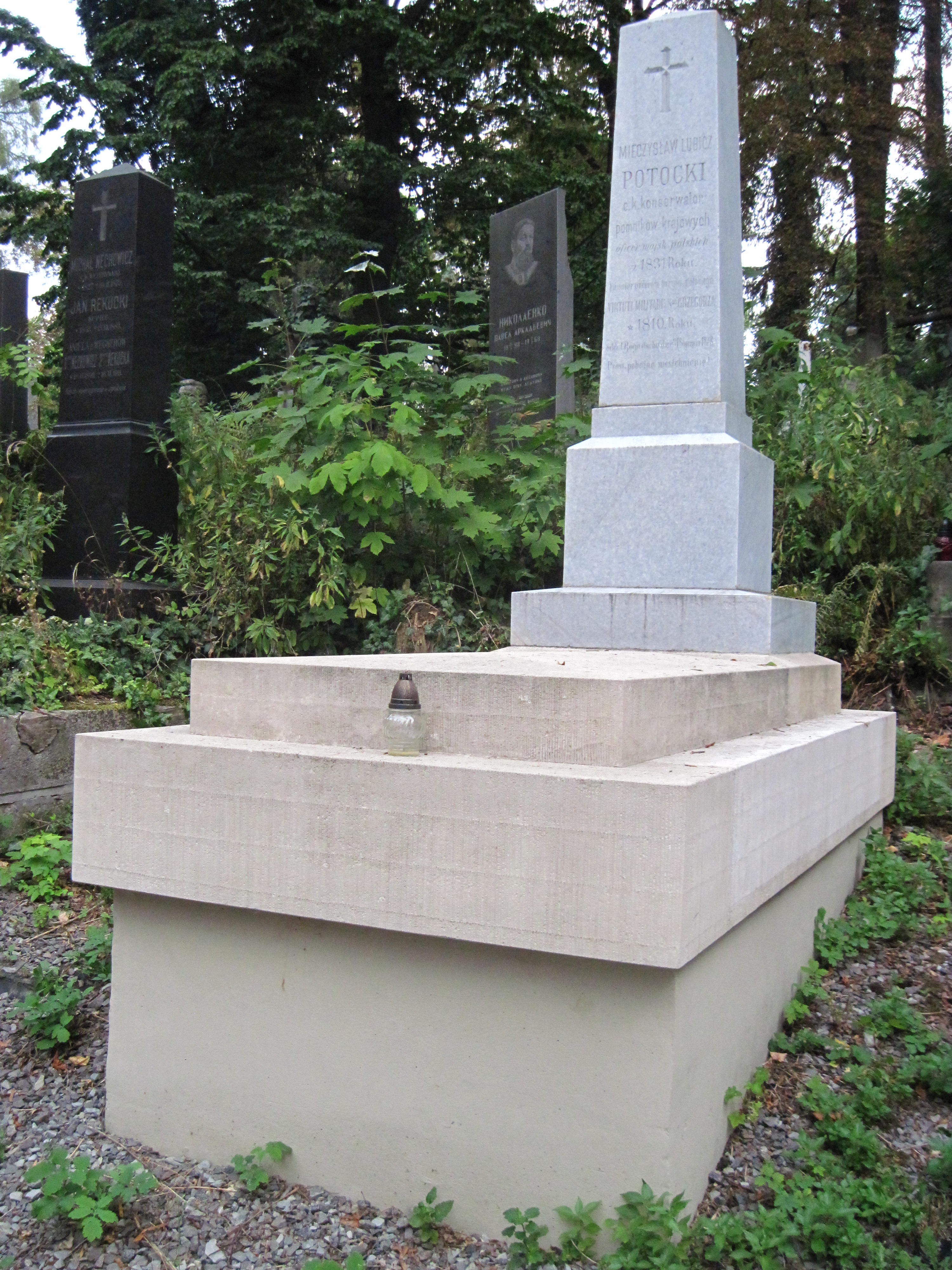
Nagrobek Mieczysława Ludwika Potockiego na Cmentarzu Łyczakowskim

Mieczysław Ludwik Potocki herbu Lubicz (ur. 1810 we Lwowie, zm. 31 stycznia 1878 tamże) – polski ziemianin, powstaniec listopadowy, organizator urzędu konserwatorskiego w Galicji Wschodniej, członek Stanów Galicyjskich.

## Życiorys
Był potomkiem dawnego rodu pochodzącego z województwa bracławskiego. Jego ojcem był Franciszek Xawery z Wieniawy Potocki, radca stanu, prezes prokuratorii Królestwa Polskiego kongresowego, członek Warszawskiego Towarzystwa Przyjaciół Nauk, matką zaś Marianna z Czerwińskich, pisarzówna nowogródzka.
Studiował prawo i administrację na Królewskim Uniwersytecie Warszawskim. Uczestniczył w powstaniu listopadowym (został odznaczony orderem Virtuti Militari). Po pobycie zagranicą osiadł w swoim majątku we wsi Kociubińczyki.
Ważnym wydarzeniem dla jego zainteresowań naukowych było odkrycie w 1848 roku posągu Światowida w rzece Zbrucz na terenie wsi Liczkowce. Wkrótce został on wydobyty, przeleżał jednak pewien czas w zapomnieniu, aż zainteresował się nim Potocki, któremu ofiarował go ówczesny właściciel Liczkowiec. Gdy w 1850 roku dotarła do niego odezwa Towarzystwa Naukowego Krakowskiego, wzywająca do prowadzenia badań archeologicznych i do przekazywania zabytków do jego zbiorów, Potocki przesłał do Towarzystwa informację o znalezisku, które w odpowiedzi zwróciło się z prośbą o ofiarowanie mu posągu. Potocki wyraził zgodę i 12 maja 1851 roku posąg został przewieziony do Krakowa, gdzie trafił do Collegium Maius.
Został pochowany na Cmentarzu Łyczakowskim.